# Грот (Стрельна)
Грот — памятник архитектуры. Расположен в Стрельне, в юго-западной части Орловского парка (между башней-руиной и прудом). Входил в число построек возведённой в 1830-е годы усадьбы графа Алексея Орлова, проект дворца и пейзажного парка вокруг него спроектировал П. С. Садовников.
Грот построен на склоне насыпного холма. Это большая полуциркульная ниша с конхой, сложенная из блоков известняка. Главная стена оформлена портиком с двумя каннелированными колоннами дорического ордера, на которых расположен антаблемент с невысоким треугольным фронтоном. В гроте стояла скульптура.
Во время Великой Отечественной войны одна из колонн была полностью разрушена, скульптуры были утрачены.
Восстановление грота было произведено в 2018 году одновременно с реставрацией башни-руины.